# Brener depilacija
Brener depilacija, vinkovački punk band.

## Povijest
Osnovali su ga kolovoza 1991. godine braća Krunoslav Đigunović - Điga (vokal, truba) i Berislav Đigunović - Beki (bubnjevi), te Oliver Vukoja na gitari. U prvoj postavi nisu imali basista. Zvuk je bio stare škole britanskog punka 70-ih., "snotty '77 (ali brži) punk/HC-punk" sastav. 
Zbog rata i stalnog srpskog granatiranja Vinkovaca malo je bilo vremena za svirke. Potkraj 1994. više se posvećuju svirci te su se prijavili na festival Slavonski rock '94. Prvi su koncert odsvirali s basistom Tomislavom Adamovićem. Siječnja 1995. godine Brener depilaciji pridružio se Slaven Nuhanović na basu i prvi je put svirao na koncertu u travnju u Županji. Ljeta 1995. dvaput su svirali u sklopu projekta Ljeto na Korzu - za Hrvatski dom koji je organizirala legendarna neovisna radijska postaja Radio Nula. Gitarist Oliver Vukoja tog je ljeta otišao iz sastava, a zamijenio ga je Matija Turda i tako se formirala konačna postava Brener depilacije. 
Prvi album objavili su tek četiri godine od osnivanja i to u vlastitom izdanju. Album Svi za samodoprinos snimili su u postavi: Slaven Nuhanović (bas, vokal), Berislav Đigunović (bubnjevi), Matija Turda (gitara) i Krunoslav Đigunović (vokal). Omot albuma dizajnirao je Bruno Marin. Snimljen je u kinu La Cinema u Vinkovcima 14. rujna 1995. godine. Sljedeći album Gdje smo mi tu je radost snimili su godinu poslije prvog albuma. Snimili su ga u postavi: Slaven Nuhanović (bas), Berislav Đigunović (bubnjevi), Matija Turda (gitara) i Krunoslav Đigunović (vokal, truba). Snimljen je u sali za svatove u Sopotu 6. listopada 1996. godine od 15 do 17 sati. Specijalni gost na pjesmi s B strane je Tatjana iz KUD-a Razigrana Šokadija. Nastupali su po Hrvatskoj. Ističe se sviranje na promociji stripa Čovjek s dvije jetre Dubravka Matakovića u Kutini 2. studenoga 2000. godine gdje su bili posebni gosti.
Koncertirali su u Kopru, Vinkovcima, Osijeku, Županji i Donjem Miholjcu.

## Diskografija
- Svi za samodoprinos, 1995.
- Gdje smo mi tu je radost, 1996.

## Vanjske poveznice
- Discogs
- Facebook
- Parapunx
- Last.fm